# Oxazolin
Oxazolin je pětičlenný heterocyklus se vzorcem C3H5NO; jako oxazoliny se také označují jeho deriváty, substituované mohou být na uhlících i na dusíku. Oxazoliny jsou nenasycenými analogy oxazolidinů a izomery isoxazolinů, jež obsahují přímé propojení atomů N a O. Samotný oxazolin má dva izomery, lišící se polohou dvojné vazby.
Samotný oxazolin nemá mnoho využití, ale jeho deriváty se zkoumají pro možná využití jako ligandy v asymetrické katalýze, jako chránicí skupiny pro karboxylové kyseliny a jako monomery při výrobě polymerů.

## Izomery
|  | Oxazolin může mít v závislosti na poloze dvojné vazby tři různé strukturní izomery, běžné jsou však pouze 2‑oxazoliny. 4‑oxazoliny jsou meziprodukty příprav některých azomethinových ylidů, ale vyskytují se vzácně. Ještě méně časté jsou 3‑oxazoliny, které lze vytvořit fotochemicky nebo otevíráním kruhu azirinů. Uvedené izomery se nemohou snadno přeměnit jeden v druhý a nejde tak o tautomery. Obdobná sloučenina, ve které je atom kyslíku vedle dusíku, se nazývá isoxazolin. |

## Příprava
2-oxazoliny se zpravidla připravují cyklizacemi 2-aminoalkoholů (obvykle získávaných redukcemi aminokyselin) obsahujících vhodné funkční skupiny. Tyto reakce často probíhají podle Baldwinových pravidel.

### Z karboxylových kyselin
Oxazoliny lze vytvořit reakcemi acylchloridů a 2-aminoalkoholů; k uvolnění kyseliny se obvykle používá chlorid thionylu, v takovém případě je třeba zachovávat bezvodé prostředí, protože při protonaci iminu by chlorid otevíral kruh oxazolinu. Příprava obvykle probíhá za pokojové teploty.
Pokud je třeba použít mírnější reaktant než SOCl2, tak je možné zapojit do reakce oxalylchlorid.
Často používaným aminoalkoholem je aminomethylpropanol.
Oxazoliny je možné připravovat i obměněnou Appelovou reakcí.
Tento druh příprav probíhá za mírných podmínek, ale vzhledem k tvorbě velkých množství trifenylfosfinoxidu není vhodný pro reakce ve větším měřítku.

### Z aldehydů
Cyklizačními reakcemi aminoalkoholů s aldehydy vznikají oxazolidinové meziprodukty, které lze působením halogenovaných oxidačních činidel (například N-bromsukcinimidu nebo jodu) převést na oxazoliny; reakce probíhají přes imidoylhalogenidy. Využít lze mnoho různých aromatických i alifatických aldehydů, aromatické skupiny bohaté na elektrony, jako jsou fenoly, ale nejsou vhodné, protože s oxidačním činidlem vstupují do elektrofilních aromatických halogenací.

### Z nitrilů
Katalytická množství chloridu zinečnatého lze použít na tvorbu oxazolinů z nitrilů. Reakce se provádějí za vysokých teplot, zpravidla v refluxovaném chlorbenzenu, a za nepřítomnosti vody. Přesný mechanismus nebyl navržen, ale předpokládá se, že je podobný jako u Pinnerovy reakce, kde se tvoří amidinový meziprodukt.
Výzkum jiných rozpouštědel nebo katalyzátorů této reakce není příliš pokročilý.

## Použití

### Ligandy
Ligandy obsahující chirální 2-oxazolinové kruhy nacházejí využití v asymetrické katalýze, protože se snadno připravují, mohou mít řadu podob a jsou účinné při velkém počtu různých reakcí.
2-substituované oxazoliny jsou tvrdými N-donory. Chiralitu lze snadno vytvořit pomocí 2-aminoalkoholů získaných redukcemi aminokyselin. Protože se stereocentra v těchto oxazolinech nachází vedle atomů dusíku, tak mohou ovlivnit selektivitu reakcí probíhajících na kovových centrech. Oxazolinový kruh je tepelně stálý a odolný vůči nukleofilům, zásadám, radikálům, slabým kyselinám, hydrolýze a oxidaci; zůstává tak stálým za nejrůznějších podmínek.
K významným skupinám oxazolinových ligandů patří:
- Bisoxazoliny
- Fosfinooxazoliny, například (S)-iPr-PHOX
- Trisoxazoliny
- Trisoxazolinylboráty

### Polymerizace
Některé 2-oxazoliny, například 2-ethyl-2-oxazolin, se mohou polymerizovat na poly(2-oxazoliny). Tyto sloučeniny patří mezi polyamidy a lze je považovat za analogy peptidů; mají mnoho možných využití, například v biomedicíně.

### Analýza mastných kyselin
Dimethyloxazolinové deriváty mastných kyselin lze použít k jejich analýze plynovou chromatografií.